# ハイビームリサーチ
ハイビームリサーチ（英語: HighBeam Research）とはセンゲージラーニング（ゲイルの子会社を通して）の有料の検索エンジンおよび新聞、雑誌、学術雑誌、ニュースワイヤー、トレード雑誌、百科事典の全文オンライン・アーカイブである。本社はアメリカ合衆国イリノイ州シカゴのワン・ノース・ステートビルディングにある。

## 歴史
会社が設立されたのはパトリック・スペインが共同設立したフーバーズを売却し、TucowsのeLibraryとEncyclopedia.comを買収した後の2002年8月のことだった。この新会社はAlacritude, LLC（AlacrityとAttitudeの合成）を命名された。eLibraryは1,200もの新聞、雑誌、ラジオ/テレビのトランスクリプトをアーカイブ収集していたが一般的に無料でアクセスできなかった。
スペインは「Googleのような無料検索とLexisNexisやFactivaのようなハイエンドオファリングとは明白なギャップがある。」と述べている。
2002年後期にはResearchville.comを買収。2003年には2,600社の出版社との協力でアーカイブを増やした。2004年にハイビームリサーチに改名し、2005年に協力出版社数を3,500社にまで増やした。2006年、オックスフォード大学出版局、ナイトリッダー、ワシントン・ポストのアーカイブを追加、2008年センゲージ社に買収された。
ハイビームリサーチはウィメンズフォーラムネットワークと提携し、ウィメンズフォーラムの女性問題リサーチウェブサイトのメジャーコンテンツプロバイダになっている。